# Sergej Litvinov
Sergej Nikolajevitj Litvinov (russisk Сергей Николаевич Литвинов; født 23. januar 1958 i Tsukerova Balka ved Krasnodar, død 19. februar 2018) var en hammerkaster som konkurrerede for Sovjetunionen og derefter for Rusland.

## Idrætskarriere
Med sine 180 cm var han en relativt lille hammerkaster, men kompenserede for dette med en enorm styrke. Sammen med landsmanden Jurij Siedykh var han den bedste hammerkaster i 1980'erne, og de to dominerede da også denne disciplin ved OL 1980 på hjemmebane i Moskva. Sedykh var forsvarende mester fra legene fire år tidligere, og sammen med Litvinov og endnu en sovjetisk kaster, Jurij Tamm, var de bedst i indledende runde, hvor Sedykh satte olympisk rekord med 78,22 m. I finalen satte Sedykh verdensrekord i første kast med 81,80 m, mens Litvinov kastede 80,64 m og Tamm 77,84 m. Af de tre var det kun Tamm, der senere forbedrede sig, men kun til 78,96 m, hvilket betød, at Sedykh fik guld, Litvinov sølv og Tamm bronze.
Litvinov vandt bronze ved EM 1982 og guld ved det første VM i atletik i 1983, men da Sovjetunionen boykottede OL 1984 i Los Angeles, kunne han ikke hente medalje der. I stedet vandt han bronze i det alternative Friendship Games samme år, og i 1986 vandt han EM sølv, mens han i 1987 genvandt VM-titlen. Ved OL 1988 i Seoul stod medaljekampen igen mellem Litvinov, Siedykh og Tamm, og her var Litvinov bedst i indledende runde foran Tamm og Siedykh. I finalen var kastede Litvinov en imponerende serie på seks kast, der alle kom over 83,50 m med bedste kast på 84,80 m, hvilket var nok til guld, mens Siedykhs bedste kast var på 83,76 m, hvilket var nok til sølv, mens Tamms bedste forsøg på 81,16 m igen sikrede ham en bronzemedalje.
Herefter indstillede Litvinov sin karriere; men i 1993 forsøgte han sig igen (nu under russisk flag) for at deltage i VM samme år. Inden VM vandt han det russiske mesterskab med 82,16 m og var derfor regnet blandt favoritterne; skuffende for ham lykkedes det ham kun at blive nummer seks ved VM.
I løbet af sin karriere satte verdensrekord tre gange Litvinov.

## Senere karriere
Litvinov arbejdede senere som hammerkasttræner, først i Rusland, senere i Tyskland. Hans søn, Sergej Sergejevitj Litvinov, blev også en fremtrædende hammerkaster og med dobbelt statsborgerskab stillede han op først for Tyskland og senere for Rusland; han vandt bronze ved EM 2014.